# Ana Castillo
Ana Castillo (15 de junio de 1953) es una novelista, poeta y ensayista estadounidense con ascendencia mexicana. Su trabajo se centra en temas como el racismo, la xenofobia y el clasismo. Su novela Sapogonia fue nombrada como uno de los libros notables del año en el New York Times. Es editora de La Tolteca, una revista de contenido literario y artístico. Ha ganado una gran cantidad de premios y condecoraciones, incluyendo el American Book Award de la Fundación Before Columbus por su primera novela, The Mixquiahuala Letters, un Premio Carl Sandburg y un Premio Mountains and Plains Booksellers.

## Bibliografía

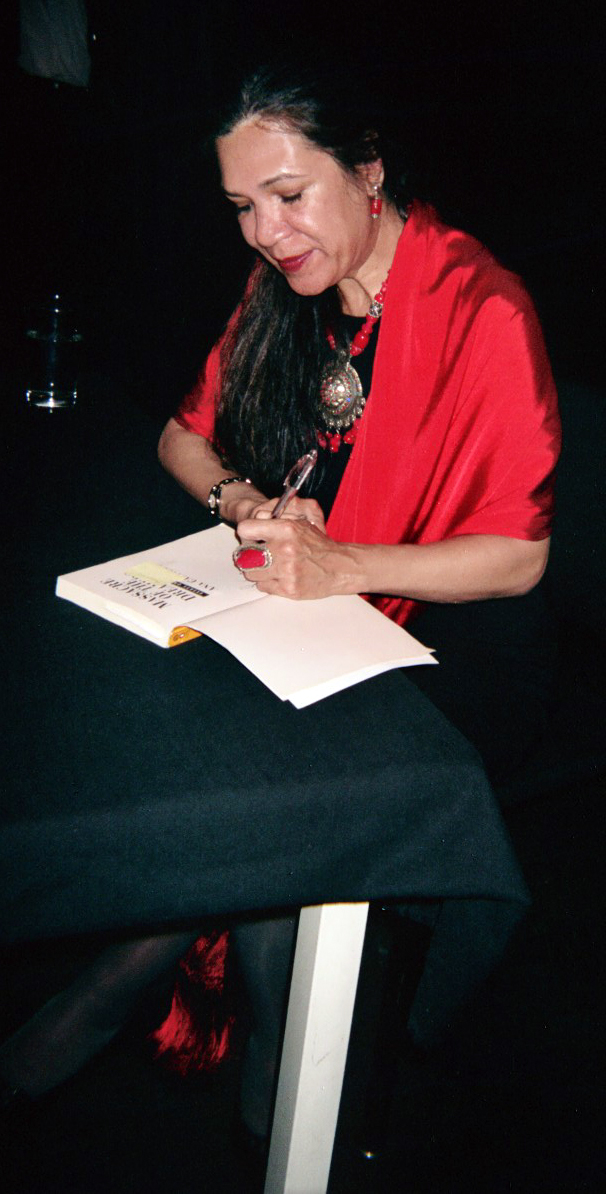
Ana Castillo firmando una copia de Massacre of the Dreamers, 25 de mayo de 2006

### Novelas
- The Mixquiahuala Letters. Binghamton, N.Y. : Bilingual Press/Editorial Bilingüe, 1986.
- Sapogonia: An anti-romance in 3/8 meter. Tempe, Arizona: Bilingual Press/Editorial Bilingüe, 1990.
- So Far From God. New York: W.W. Norton, 1993.
- Peel My Love Like an Onion. New York : Doubleday, 1999.
- My Daughter, My Son, the Eagle the Dove: An Aztec Chant. New York: Dutton Books, 2000.
- Watercolor Women, Opaque Men : A Novel in Verse. Willimantic, Connecticut: Curbstone Press, 2005.
- The Guardians. New York: Random House, 2007.
- Give It to Me. New York: The Feminist Press, 2014.

### Poesía
- Otro Canto. Chicago: Alternativa Publications, 1977.
- The Invitation. 1979
- Women Are Not Roses. Houston: Arte Público Press, 1984.
- My Father Was a Toltec and selected poems, 1973–1988. New York: Norton, 1995.
- I Ask the Impossible. New York: Anchor Books, 2000.
- "Women Don't Riot"
- "While I was Gone a War Began"